# Dendrophthora glauca
Dendrophthora glauca är en sandelträdsväxtart. Dendrophthora glauca ingår i släktet Dendrophthora och familjen sandelträdsväxter.

## Underarter
Arten delas in i följande underarter:
- D. g. glauca
- D. g. purpurascens